# 密担菌科
密担菌科（学名：Cryptobasidiaceae）为担子菌门外担菌目的一个科。该科的物种分布很广，主要分佈在新热带界地区。密担菌科的物種是植物的病原体，它們主要 寄生在植物的叶、茎和果实上，特别是樟科的植物更容易被感染。。

## 下级分类
本科包括以下属：
- Botryoconis
- Clinoconidium
- Coniodictyum
- 密担菌属 Cryptobasidium
- Drepanoconis